# کهنک (میناب)
کهنک (میناب)، روستایی از توابع بخش سندرک شهرستان میناب در استان هرمزگان ایران است.

## جمعیت
این روستا در دهستان سندرک قرار دارد و براساس سرشماری مرکز آمار ایران در سال ۱۳۸۵، جمعیت آن ۲۱ نفر (۷خانوار) بوده‌است.